# Лео Мейджор

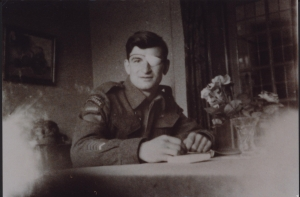
Лев Мейджор

Лео Мейджор (нар. 23 січня 1921, Нью-Бедфорд (Массачусетс), США — 12 жовтня 2008, Лонгей, Канада) — франко-канадський солдат під час Другої світової та Корейської війн. Єдиний канадієць, який отримав медаль «За відмінну поведінку» у двох різних війнах. Свою першу нагороду він отримав після того, як самотужки звільнив нідерландське місто Зволле, другу — після того, як підкорив стратегічно важливу гору 355.

## Життя

### Юність і дитинство
Лео Мейджор народився 23 січня 1921 року в Нью-Бедфорді в родині франко-канадців Ашілла Мейджера та Аманди Севіньї. У той час Ашілл працював в American Railroad Company, тому Лео народився в США. Але до його першого дня народження сім'я переїхала в Монреаль. Він був першим із 13 дітей.

### Друга світова війна

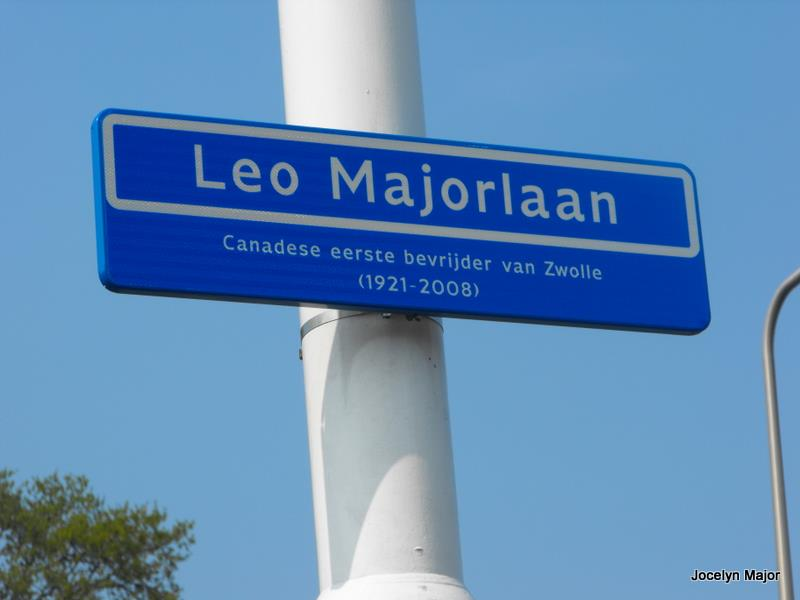
Знак вулиці Лео Майорлаана в Зволле. «Канадський перший визволитель Зволле» (1921—2008)

У 19 років він пішов добровольцем до Збройних сил Канади, де служив снайпером у полку де ла Шодєр.
Мейджор брав участь у морській десантній операції Нептун в Нормандії 6 червня 1944 року, під час якої захопив німецький «Ганомаг» із секретними кодами та радіоапаратурою. Через кілька днів у бою з есесівцями був поранений гранатою в ліве око, але все одно брав участь у битві біля Шельдтського лиману. Він стверджував, що як снайперу йому потрібно лише одне око, щоб прицілитися. Про свою пов'язку на оці він казав, що тепер схожий на пірата.
Під час бою Мейджору було наказано опівночі повернути в табір 50 зниклих «зомбі» (недосвідчених солдатів). Він не зміг їх знайти, але виявив німецький патруль. Він захопив першого з двох солдатів, а другого вбив. Мейджор підкрався до сплячого офіцера і схопив його. Йому довелося наказати своїм військам здатися. Після того як троє солдат, які націлили на Мейджора свої пістолети, були ним убиті, решта солдат здалися. Однак у сусідньому селі деякі війська СС помітили інцидент і відкрили вогонь. Вони вбили сімох своїх солдат і ще кількох поранили. Мейджор пішов далі і наказав канадському танку, який проїжджав повз, атакувати солдат СС. За це він пізніше мав отримати медаль «За відмінну поведінку», але відмовився від неї, оскільки, на його думку, британський фельдмаршал Бернард Монтгомері був некомпетентним генералом і тому не мав роздавати медалі.
У лютому 1945 року вантажівка Мейджора потрапила на міну, в результаті чого Мейджор впав на спину та зламав кілька кісток. Тим не менш, він відмовився звільнитися зі служби.
На початку квітня його полк підійшов до міста Зволле. Двоє солдат повинні були зв'язатися з голландськими бійцями опору і дізнатися, скільки німецьких солдат у місті. Для цього були обрані Лео Мейджор і його друг Віллі Арсено.
Опівночі Арсено був застрелений, тому Мейджер зі злості один напав на німецьку охорону. Він убив двох військових, а інші втекли на автомобілі. Трохи згодом він знайшов ще одного патруля на автомобілі. Він узяв їх у полон і змусив вести його до офіцера. Водій привів його до офіцера, який у цей момент був у барі. Після того, як він роззброїв офіцера, з'ясувалося, що він говорить французькою (офіцер був родом з Ельзасу). Майор повідомив йому, що о 6 годині ранку канадська артилерія обстрілятиме місто і що буде багато втрат серед німецьких військ і цивільного населення. Сподіваючись, що офіцер відведе свої війська, майор відпустив його і повернув йому гвинтівку. Тоді Мейджор імітував атаку всього полку, закидавши все місто гранатами та стріляючи з автомата. Він також захопив кілька груп по вісім-десять німецьких солдатів і повів їх до своїх військ за місто. Пізніше він також виявив штаб-квартиру гестапо, яку спалив. У штабі СС він вступив у бійку з вісьмома офіцерами СС. Після того, як чотирьох застрелили, решта втекли. О 4:30 майор дізнався, що німці відступили. Трохи пізніше він зустрів чотирьох голландських бійців опору, яким повідомив, що Зволле звільнено.
За визволення міста отримав медаль «За бойові заслуги», від якої не відмовився цього разу.

### Корейська війна

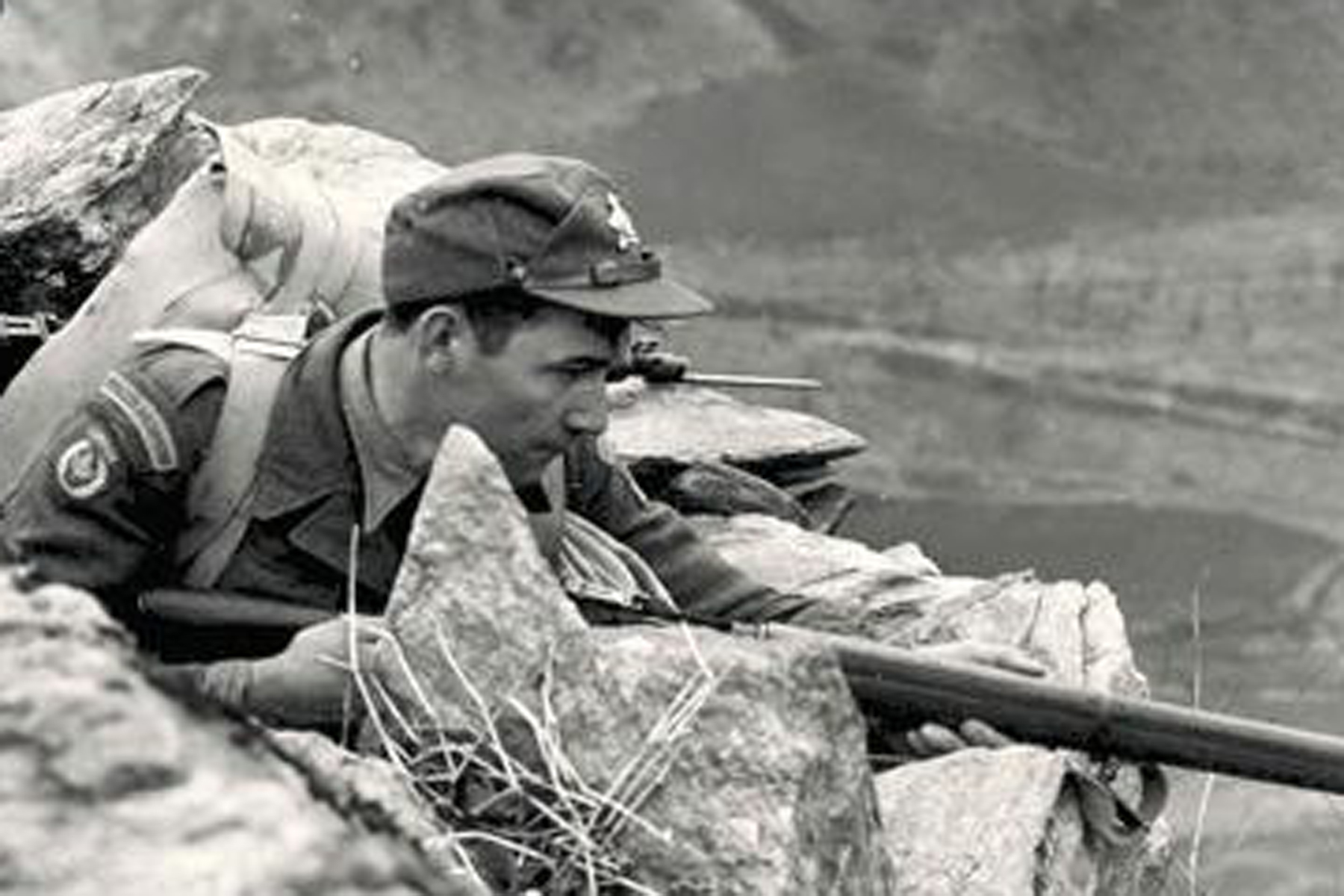
Лев Великий на пагорбі 355

Після початку Корейської війни уряд Канади вирішив підтримати армію ООН. Мейджер зголосився для цього. Він служив снайпером у 2-му королівському батальйоні 22-го полку 25-ї канадської піхотної бригади 1-ї дивізії Співдружності. У першій битві при Мар'ян-Сані він знову отримав медаль «За відмінну поведінку» за відвоювання стратегічно важливого пагорба 355, який отримав прізвисько «Маленький Гібралтар».
Пагорб утримувався 3-ю піхотною дивізією США, а Королівський 22-й полк був розміщений на західному фланзі. 22 листопада китайські війська атакували пагорб і змогли захопити його за два дні. Американська контратака зазнала невдачі, і китайські війська також захопили пагорб 227, майже повністю оточивши канадські війська.
Під керівництвом Мейджора 18 розвідників і снайперів були направлені, щоб зменшити тиск на канадські війська. Вони підкралися на пагорби і за наказом майора відкрили вогонь. Потім здивовані китайські війська втекли з пагорба. О 12:45 пагорб був повністю взятий, але через годину китайські війська пішли в контратаку. Мейджор отримав наказ відійти, але він відмовився і захищав пагорб.

### Пізніше життя і смерть

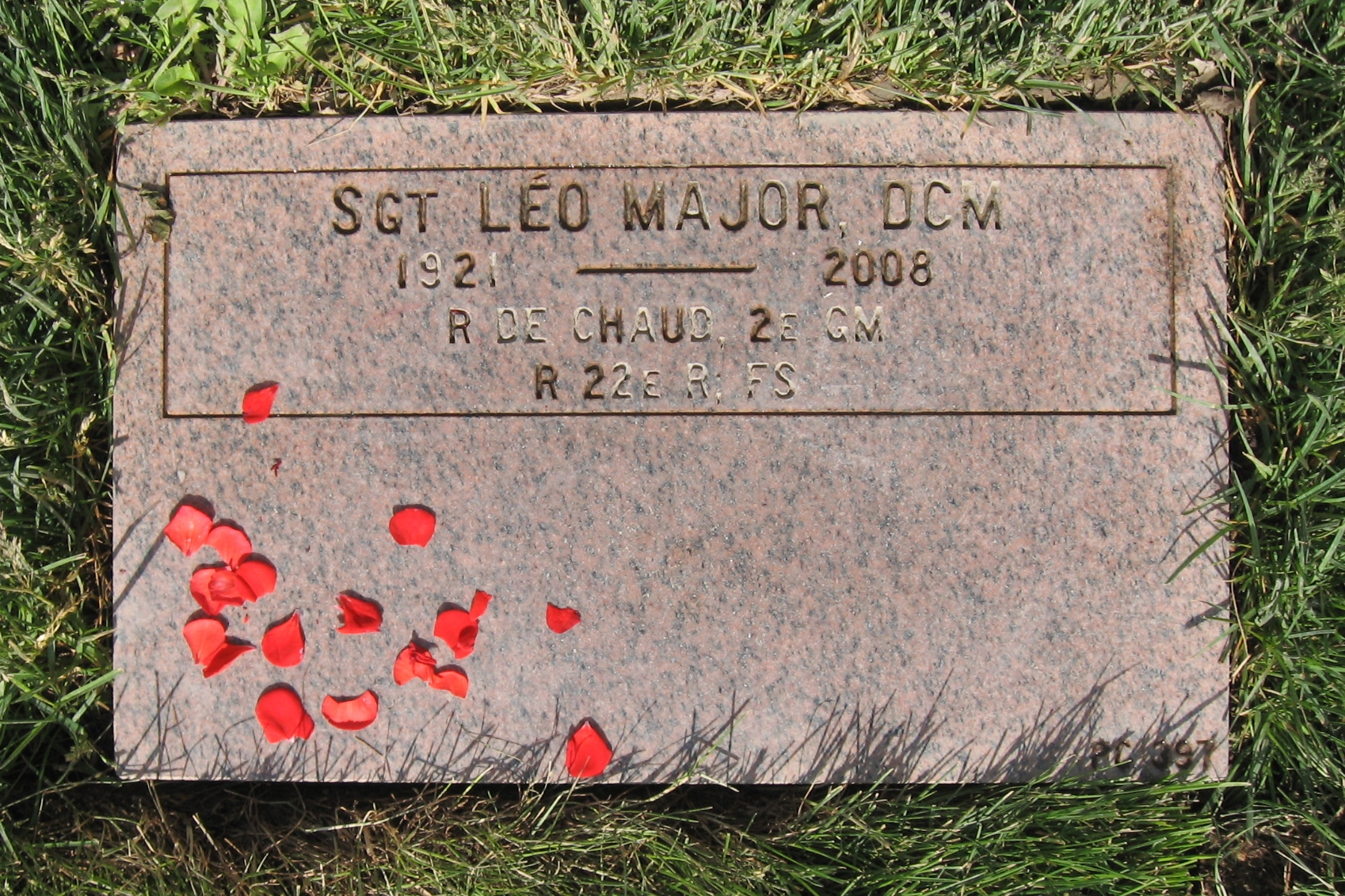
Надгробок Лео Мейджора в Пуент-Клері, Квебек, Канада

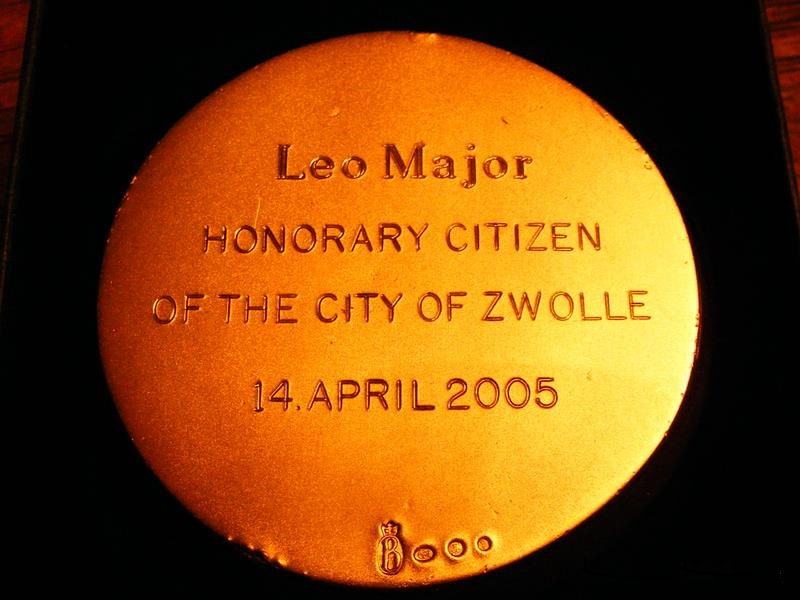
Зворотна сторона медалі «Почесний громадянин».

Пізніше Мейджор одружився з Поліною де Круазель, з якою мав 4 дітей. За їх словами, Мейджор майже ніколи не розповідав про свої переживання. Кажуть, що його родина дізналася про це лише тоді, коли її відвідали представники Зволле.
Мейджор кілька разів відвідував Зволле, що зробило його тут місцевим героєм. Його іменем названо вулицю, а 14 квітня 2005 року він став почесним громадянином міста.
Мейджор помер 12 жовтня 2008 року в Лонгей і був похований 18 жовтня на Національному полі пошани в Пуент-Клері.
CBC/Radio-Canada випустили документальний фільм Léo Major, le fantôme borgne у квітні 2018 року.

## Веб-посилання
- Лео Мейджор у Британській енциклопедії
- Лев Мейджор на визвольному шляху Європи